# Stanislav Vanžura
Stanislav Vanžura (18. září 1936 – 16. listopadu 1988 Tisem) byl český fotbalový útočník.

## Hráčská kariéra
Byl odchovancem Slavoje Řevnice. Během základní vojenské služby nastupoval za Dům armády Sokolovo v Mikulovicích na Jesenicku. V československé lize hrál za Spartak Praha Sokolovo (dobový název Sparty), aniž by skóroval (16.03.1958–28.03.1959). Po odchodu ze Sparty patřil k oporám druholigového Spartaku Radotín, v jehož dresu vstřelil celkem 259 branek (klubový rekord).

### Prvoligová bilance
| Ročník             | Zápasy | Góly | Minuty | Klub                      |
| ------------------ | ------ | ---- | ------ | ------------------------- |
| I. liga 1957/58    | 2      | 0    | 180    | TJ Spartak Praha Sokolovo |
| I. liga 1958/59    | 2      | 0    | 135    | TJ Spartak Praha Sokolovo |
| CELKEM I. ČS. LIGA | 4      | 0    | 315    |                           |